# Getta ennia
Getta ennia är en fjärilsart som beskrevs av Druce 1899. Getta ennia ingår i släktet Getta och familjen tandspinnare. Inga underarter finns listade i Catalogue of Life.